# 1977 Голяма награда на Франция
1977 Голяма награда на Франция е 27-ото за Голямата награда на Франция и девети кръг от сезон 1977 във Формула 1, провежда се на 3 юли 1977 година на пистата Дижон-Преноа, в Дижон, Франция.

## История на кръга
Голямата награда на Франция се връща обратно на трасето Дижон-Преноа, след като трасето е домакин през 1974. Този път трасето е увеличено с включването на нова секция след пети завой и преди девети, с което да увеличи с 15 секунди времената на пилотите. Слуховете относно дебюта на Рено за това състезание в крайна сметка се оказаха напразни. Две промени са направени след края на ГП на Швеция. Рикардо Патрезе се завръща в отбора на Шадоу, както и Артуро Мерцарио с частния си Марч. Единствено отборът на РАМ Рейсинг реши да пропусне това състезание.

### Квалификация
За четвърти път този сезон Марио Андрети е пред всички останали. Джеймс Хънт регистрира второ време пред съотборника на Андрети в Лотус, Гунар Нилсон. Въпреки проблеми със запалителя, Джон Уотсън се класира четвърти пред местния герой Жак Лафит, Карлос Ройтеман, Йохен Мас, Джоди Шектър, Ники Лауда и Алън Джоунс с добро представяне в квалификацията. Със само 22-ма участници за състезанието от тези, които пропускат са Алекс Рибейро, Патрик Нев, Брет Лънгър, Харалд Ертъл, Хектор Ребак и Кони Андершон. Лари Пъркинс не само пропусна решетката, но загуби и пилотското си място още в събота, след като Инсайн назначи на негово място французина Патрик Тамбей. Също като Пъркинс, Тамбей не успя да намери място в решетката за състезанието.

### Състезание
Андрети загуби лидерството си на старта, след като превъртя гумите. Това помогна на Хънт да поведе колоната, с Уотсън и Лафит изпреварвайки Лотус-а. Мас е принуден да влезе в бокса след края на първата обиколка с повреда в кормилото, връщайки се на обиколка зад Хънт. Междувременно Андрети успя да си върне загубеното на старта като изпревари Лафит във втората обиколка. Преднината на Хънт пред Уотсън е стопена в петата обиколка, когато Брабам-а мина пред Макларън-а. Жан-Пиер Жарие записа първото отпадане в състезанието с проблеми в спирачките, която е причината АТС-а да излезе от трасето. Същата участ сполетя и Дейвид Пърли малко по-късно, а повреда в Косуърт DFV означи края на Патрезе.
Уотсън се откъсна напред, докато Андрети остана зад Хънт. Американецът успя най-после да изпревари Джеймс след 17 обиколки като през това време Уотсън направи преднина от пет секунди. Лауда с трудното за управляване Ферари изпревари Шектър за шеста позиция, малко след като Виторио Брамбила загуби контрол и се свлече до предпоследно място. Ханс-Йоахим Щук удари Тирел-а на Патрик Депайе в 21-вата обиколка в опит да настигне групата на Джоунс, от което французина напусна надпреварата, а германеца продължи към боксовете за ново крило.
Андрети успя да намали преднината на Уотсън в 50-а обиколка благодарение на трафика. Нилсон успя да мине пред Лижие-то на Лафит, след като затворения с обиколка Брабам на Щук се завъртя пред французина, от което той влезе в бокса за смяна на ново предно крило. Ройтеман изпревари Джоунс за шеста позиция, преди Шадоу-а да отпадне с повреда в трансмисията следван от Шектър със спукана гума, която прати Волф-а извън трасето. През това време Андрети се залепи зад Уотсън, но без опит да го изпревари в продължение на десет обиколки. След това двойката е задържана от затворения с обиколка Ройтеман, но без проблеми двамата задминаха Ферари-то. Всичко изглежда че Уотсън държи нещата под контрол до последната обиколка, когато неочаквано двигателя Алфа Ромео му създаде леки проблеми. Андрети се възползва от това и изпревари северно-ирландеца метри преди финала.
За Андрети това е третата му победа за сезон 1977, която го прати на точка зад Лауда (който финишира пети) в класирането при пилотите. За Уотсън втората позиция все пак е утеха въпреки пропуснатия шанс да го направи в победа. Хънт завърши трети пред Нилсон, Лауда и Ройтеман. Клей Регацони остана седми извън точките с Лафит, Мас, Рупърт Кийгън, Емерсон Фитипалди, Рони Петерсон и Брамбила останалите финиширали, а Иън Шектър остана на 11 обиколки от победителя след инцидент с Фитипалди в битка за 11-а позиция.

## Класиране
| Поз | No | Пилот             | Конструктор       | Оби. | Време/Отпадане | Място | Точки |
| --- | -- | ----------------- | ----------------- | ---- | -------------- | ----- | ----- |
| 1   | 5  | Марио Андрети     | Лотус-Форд        | 80   | 1:39:40.13     | 1     | 9     |
| 2   | 7  | Джон Уотсън       | Брабам-Алфа Ромео | 80   | +1.55          | 4     | 6     |
| 3   | 1  | Джеймс Хънт       | Макларън-Форд     | 80   | +33.87         | 2     | 4     |
| 4   | 6  | Гунар Нилсон      | Лотус-Форд        | 80   | +1:11.08       | 3     | 3     |
| 5   | 11 | Ники Лауда        | Ферари            | 80   | +1:14.15       | 9     | 2     |
| 6   | 12 | Карлос Ройтеман   | Ферари            | 79   | + 1 Об.        | 6     | 1     |
| 7   | 22 | Клей Регацони     | Инсайн-Форд       | 79   | + 1 Об.        | 16    |       |
| 8   | 26 | Жак Лафит         | Лижие-Матра       | 78   | + 2 Об.        | 5     |       |
| 9   | 2  | Йохен Мас         | Макларън-Форд     | 78   | + 2 Об.        | 7     |       |
| 10  | 24 | Рупърт Кийгън     | Хескет-Форд       | 78   | + 2 Об.        | 14    |       |
| 11  | 28 | Емерсон Фитипалди | Фитипалди-Форд    | 77   | + 3 Об.        | 22    |       |
| 12  | 3  | Рони Петерсон     | Тирел-Форд        | 77   | + 3 Об.        | 17    |       |
| 13  | 19 | Виторио Брамбила  | Съртис-Форд       | 77   | + 3 Об.        | 11    |       |
| НКл | 10 | Иън Шектър        | Марч-Форд         | 69   | Не е класиран  | 20    |       |
| Отп | 20 | Джоди Шектър      | Волф-Форд         | 66   | Инцидент       | 8     |       |
| Отп | 8  | Ханс-Йоахим Щук   | Брабам-Алфа Ромео | 64   | Инцидент       | 13    |       |
| Отп | 17 | Алън Джоунс       | Шадоу-Форд        | 60   | Трансмисия     | 10    |       |
| Отп | 37 | Артуро Мерцарио   | Марч-Форд         | 27   | Ск.кутия       | 18    |       |
| Отп | 4  | Патрик Депайе     | Тирел-Форд        | 21   | Инцидент       | 12    |       |
| Отп | 16 | Рикардо Патрезе   | Шадоу-Форд        | 6    | Двигател       | 15    |       |
| Отп | 31 | Дейвид Пърли      | ЛЕК-Форд          | 5    | Инцидент       | 21    |       |
| Отп | 34 | Жан-Пиер Жарие    | Пенске-Форд       | 4    | Инцидент       | 19    |       |
| НКв | 9  | Алекс Рибейро     | Марч-Форд         |      |                |       |       |
| НКв | 27 | Патрик Нев        | Марч-Форд         |      |                |       |       |
| НКв | 30 | Брет Лънгър       | Макларън-Форд     |      |                |       |       |
| НКв | 25 | Харалд Ертъл      | Хескет-Форд       |      |                |       |       |
| НКв | 18 | Лари Пъркинс      | Съртис-Форд       |      |                |       |       |
| НКв | 39 | Ектор Ребаке      | Хескет-Форд       |      |                |       |       |
| НКв | 18 | Патрик Тамбе      | Съртис-Форд       |      |                |       |       |
| НКв | 35 | Кони Андершон     | БРМ               |      |                |       |       |

## Класирането след състезанието
| Поз | Пилот           | Точки |
| --- | --------------- | ----- |
| 1   | Ники Лауда      | 33    |
| 2   | Марио Андрети   | 32    |
| 3   | Джоди Шектър    | 32    |
| 4   | Карлос Ройтеман | 28    |
| 5   | Гунар Нилсон    | 16    |
| 6   | Йохен Мас       | 14    |
| 7   | Джеймс Хънт     | 13    |
| 8   | Патрик Депайе   | 10    |

| Поз | Конструктор       | Точки   |
| --- | ----------------- | ------- |
| 1   | Ферари            | 50 (52) |
| 2   | Лотус-Форд        | 43      |
| 3   | Волф-Форд         | 32      |
| 4   | Макларън-Форд     | 25      |
| 5   | Брабам-Алфа Ромео | 17      |
| 6   | Тирел-Форд        | 14      |
| 7   | Лижие-Матра       | 9       |
| 8   | Фитипалди-Форд    | 8       |